# Anastácio
Anastácio – miasto i gmina w Brazylii, w stanie Mato Grosso do Sul.